# Pietro Pallotta

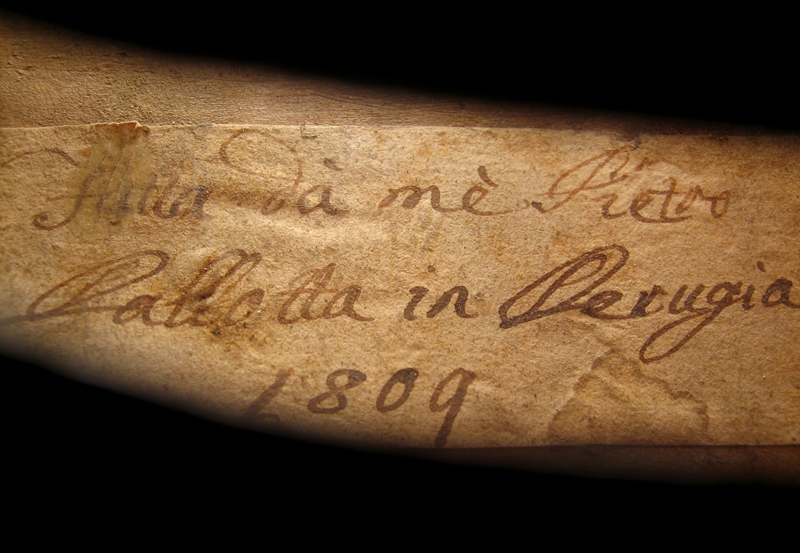
Etichetta di Pietro Pallotta (Viola, 1809).

Pietro Pallotta (Perugia, 26 febbraio 1755 – 8 maggio 1830) è stato un liutaio italiano.

## Biografia
Pietro Pallotta si distingue come un liutaio prolifico nella scuola umbra del 1800.
Realizzò nei propri strumenti un modello tipico e autonomo rispetto alla scuola romana e a quella toscana. I suoi strumenti erano molto richiesti e sono stati molto apprezzati per le caratteristiche, tra cui bellissime vernici, grande cura nei dettagli, ottima qualità di costruzione ed un suono ricco e profondo. Altre sue caratteristiche di produzione sono determinate dalle piccole buche delle “f”, dai filetti vicini al bordo, dalle bombature molto piatte; mentre le “c” sono molto scavate, curvate ed uncinate per facilitare l'uso dell'archetto; gli occhielli del riccio sono belli tondi. Nella costruzione usò legni della zona come pioppo, acero, salice ed abete rosso. L'abete utilizzato è spesso caratterizzato da venature larghe alternate da strette dovute all'andamento di crescita durante le stagioni, si tratta infatti di abeti cresciuti a basse altitudini.
Tra i suoi allievi troviamo Giovanni Rossi, col quale collaborò nell'ultimo periodo della sua carriera, e Luigi Pierotti, il primo maestro liutaio ad operare a Gubbio in età moderna.
Nel 1995 un suo violino è stato venduto all'asta per 55,304 $ (massimo valore finora per un suo strumento).